# Iufni
Iufni (o Iufeni), "Él (dios) está conmigo", fue un faraón de la dinastía XIII de Egipto, c. 1769-1767 a. C.
Solo se conoce porque figura en el Canon Real de Turín, en el registro VI,9. 
Probablemente reinó, conjuntamente con Amenemhat V (Sejemkara Amenemhat), durante un período de uno a dos años.

## Titulatura
| Titulatura | Jeroglífico | Transliteración (transcripción) - traducción - (referencias) |

| M17 | Z7 | I9 · N35 | A1 |

| M17 | Z7 | I9 · N35 | A1 |

| M17 | Z7 | I9 · N35 | A1 |

| M17 | Z7 | I9 · N35 | A1 |

| M17 | Z7 | I9 · N35 | A1 |

| M17 | Z7 | I9 · N35 | A1 |

| M17 | Z7 | I9 · N35 | A1 |

| M17 | Z7 | I9 · N35 | A1 |

| M17 | Z7 | I9 · N35 | A1 |

| M17 | Z7 | I9 · N35 | A1 |

| M17 | Z7 | I9 · N35 | A1 |

| M17 | Z7 | I9 · N35 | A1 |

| M17 | Z7 | I9 · N35 | A1 |

| M17 | Z7 | I9 · N35 | A1 |

| M17 | Z7 | I9 · N35 | A1 |

| M17 | Z7 | I9 · N35 | A1 |